# Rio Caratinga
O rio Caratinga é um curso de água do estado de Minas Gerais, Região Sudeste do Brasil,  pertencente à Bacia do Rio Doce. Nasce no município de Santa Bárbara do Leste, percorrendo 222 km até desaguar na margem direita do rio Doce, entre Tumiritinga e o distrito de Barra do Cuieté, em Conselheiro Pena. Sua bacia hidrográfica possui 6 678 km² e abrange um total de 29 municípios.